# Chloropoea congoensis
Chloropoea congoensis är en fjärilsart som beskrevs av Jackson 1951. Chloropoea congoensis ingår i släktet Chloropoea och familjen praktfjärilar. Inga underarter finns listade i Catalogue of Life.